# Carlos Ramírez
Carlos Alberto Ramírez Yepes (Envigado, 12 de março de 1994) é um ciclista colombiano que compete em provas de BMX.

## Carreira
Ramírez conquistou o primeiro lugar no Campeonato Mundial júnior de 2012, em Birmingham, na Inglaterra. No ano seguinte foi medalhista de prata na prova de contrarrelógio dos Jogos Bolivarianos e obteve o ouro nos Jogos Centro-Americanos e do Caribe de 2014. Competiu no contrarrelógio no Campeonato Mundial de BMX de 2015. Em 2016 conquistou o bronze na competição masculina nos Jogos Olímpicos de Verão de 2016, no Rio de Janeiro, após superar o estadunidense Nicholas Long no photo finish.